# Kuźminskije Otwierżki
Kuźminskije Otwierżki (ros. Кузьминские Отвержки) – wieś (sieło) w Rosji, w obwodzie lipieckim, w rejonie lipieckim. W 2010 liczyła 1318 mieszkańców.